# پیتر کوک
پیتر ادوارد کوک (به انگلیسی: Peter Edward Cook) (زاده ۱۷ نوامبر ۱۹۳۷ - درگذشته ۹ ژانویه ۱۹۹۵) وی بازیگر کمدین و نویسنده بود. طنزنویسان با نفوذ وی را در سال ۱۹۶۰ به عنوان فردی پیشرو در سینمای کمدی معرفی کردند. همچنین کوک از نظر استفان فرای به عنوان مهمترین فرد در صنعت سینمای کمدی شناخته شده بود. کوک در شربریدگ زاده شد. او تنها پسر خانواده بود. همسر وی کاترین مارگارت بود. او در کالج کمبریج تحصیلات خود را به پایان رساند.
از فیلم‌هایی که وی در آن نقش داشته‌است می‌توان به  درست انجام دادن و مسحور اشاره کرد.